# Phytocoris michiganae
Phytocoris michiganae är en insektsart som beskrevs av Knight 1974. Phytocoris michiganae ingår i släktet Phytocoris och familjen ängsskinnbaggar. Inga underarter finns listade i Catalogue of Life.